# Degelstål

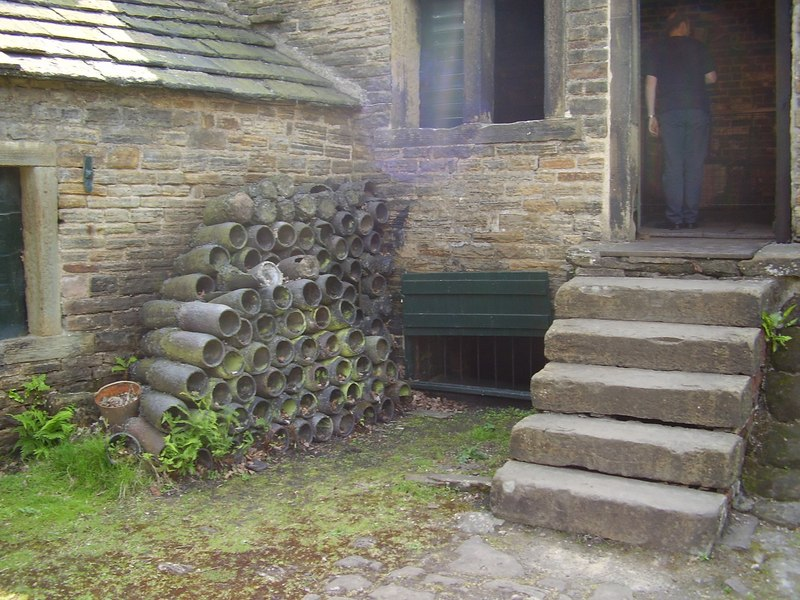
Deglar utanför hyttan vid degelstålbruket Abbeydale (nu museum), Sheffield.

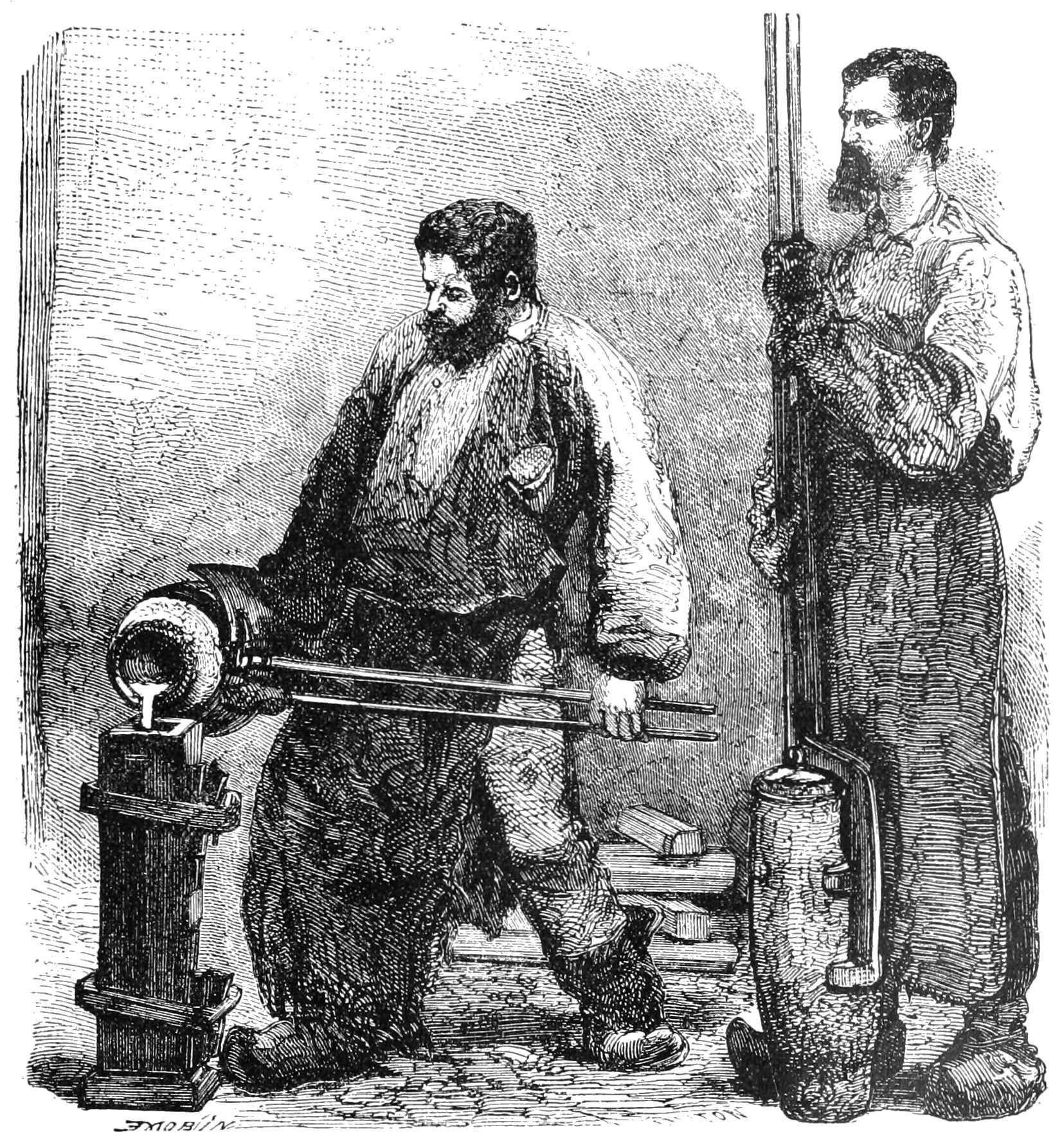
Degeln töms i en gjutform.

Degelstål eller degelgjutstål är gjutstål framställt genom smältning i degel.

## Degelstålsmetoden
Degelstålmetoden var, före götstålsprocessernas intåg under 1800-talets andra hälft, ett vanligt sätt att tillverka stål. Tillverkning av stål genom att smälta brännstål i deglar uppfanns i Sheffield, England år 1740. Metoden, som var både dyr och omständlig, gav med rätt råvaror ett stål av yppersta kvalitet lämpat för eggverktyg och fjädrar. För att man skulle få fram ett hårt stål var kolhalten i det mjuka stångjärnet tvungen att höjas. Kol och stångjärn hettades därför tillsammans upp i en ugn. Järnet man fick fram där smiddes sedan ut till brännstål. Kvaliteten på stålet höjdes därefter ytterligare i degelstålugnen. Brännstålet smältes då ned i deglar, och på så vis blev kolhalten absolut jämn.

## Degelstålsmetoden i Sverige
Sverige importerade under 1800-talet degelstål från England trots att själva råvaran, stångjärnet, producerades vid de svenska vallonbruken. Det ansågs nämligen att endast det svenska vallonjärnet kunde hålla måttet som råvara vid ståltillverkningen. År 1870 bildades emellertid Dannemora gjutstålsbolag vid Österbybruk i ett försök att ersätta den engelska importen med inhemsk produktion. Degelstål var svårt att tillverka, och det kom att dröja innan produktionen kom igång på allvar. 

## CRU-stål
Från 1859 införde Vikmanshyttans bruk en förbättrad variant av degelstålmetoden som kom att kallas CRU-stål efter den dåvarande bruksdisponenten Carl Reinhold Ulff. Kolhalten i det färdiga stålet kunde styras genom att man ändrade på mängden järn, malm och kol som tillsattes i degeln. Syret i järnmalmen (järnmalm består huvudsak av olika former av järnoxid) reagerade med kolet. En förutsättning för ett bra slutresultat var att man hade tillgång till en malm som hade en mycket låg halt av oönskade grundämnen. I Vikmanshyttan använde man järnmalm från Bispbergs gruva som levererade malm med en sällsynt hög halt av järn. Under slutet av 1800-talet började man tillverka  legerat stål, dvs stål som var legerat med andra metaller än järn. Produktionen av degelstål minskade senare under 1900-talet, och har nu upphört.